# اوله الفستر
اوله الفستر (انگلیسی: Ole Ellefsæter؛ زادهٔ ۱۵ فوریهٔ ۱۹۳۹) ورزشکار اسکی صحرانوردی اهل نروژ بود.
وی در مسابقات کشوری و بین‌المللی در مجموع برندهٔ ۳ مدال طلا، ۱ مدال نقره شده‌است.